# Championnats d'Europe de dressage 1979
Navigation
Édition précédente Édition suivante
Les championnats d'Europe de dressage 1979, neuvième édition des championnats d'Europe de dressage, ont eu lieu en 1979 à Aarhus, au Danemark. L'épreuve individuelle est remportée par l'Autrichienne Elisabeth Theurer et l'épreuve par équipe par l'Allemagne de l'Ouest.